# Museu de Arte Sacra de São Paulo
O Museu de Arte Sacra de São Paulo é uma das principais instituições brasileiras voltadas ao estudo, conservação e exposição de objetos relacionados à arte sacra. Localiza-se na cidade de São Paulo, na ala esquerda do Mosteiro da Luz, um convento de recolhimento de monjas enclausuradas, fundado em 1774 por iniciativa de Frei Galvão (1739-1822) onde estão seus restos mortais, foi o primeiro santo brasileiro. O mosteiro é a única edificação colonial do século XVIII em São Paulo a preservar seus elementos, materiais e estrutura originais. Encontra-se inserido em meio à última chácara conventual urbana do país. Foi tombado como monumento arquitetônico de interesse nacional em 1943, pelo então SPHAN (atual IPHAN) e, posteriormente, pelo Condephaat.
Mantido por um acordo entre o Governo do Estado e a Arquidiocese de São Paulo, o museu foi fundado em 1970. Abriga um dos mais importantes acervos de arte sacra do Brasil, acumulado pela Mitra Arquidiocesana ao longo do século XX, com peças provenientes de antigas igrejas de todo o país. E também com imagens de santos feitas no Brasil e na Europa entre os séculos XVI e XX, além de pratarias e quadros. A coleção, também tombada pelo IPHAN, abarca obras brasileiras e estrangeiras produzidas a partir do século XVI, com especial ênfase na imaginária do período colonial e várias obras de artistas exponenciais como Aleijadinho, com réplicas das estátuas dos seus profetas do lado de fora do museu, Frei Agostinho da Piedade, Frei Agostinho de Jesus, Mestre Valentim, Mestre Ataíde, Almeida Júnior e Benedito Calixto.

## Histórico

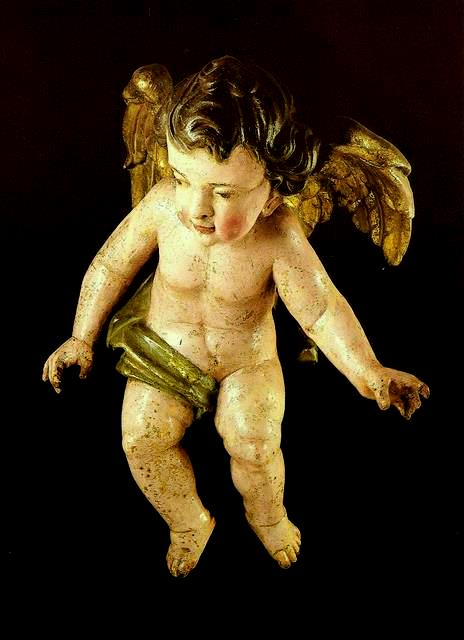
Mestre Valentim (c. 1750-1813) Anjo, século XVIII.

### O Museu da Cúria
O patrimônio que se conserva hoje no Museu de Arte Sacra de São Paulo tem sua origem em uma importante coleção, gradativamente formada desde o início do século XX, por iniciativa de dom Duarte Leopoldo e Silva, primeiro arcebispo de São Paulo. Por ocasião da demolição da antiga Sé paulistana, para a construção da atual, dom Duarte determinou a distribuição por diversas igrejas da capital das obras de arte sacra da igreja demolida, na expectativa de reuni-las novamente em uma coleção unificada. Assim, já na primeira década do século XX (provavelmente em 1907), é inaugurado o "Museu da Cúria", o primeiro dessa tipologia no Brasil.
Para constituir seu acervo, dom Duarte mandou recolher diversas imagens sacras, pinturas, móveis e objetos litúrgicos (alfaias, ostensórios, báculos, etc.) provenientes de capelas de fazendas demolidas e de igrejas, mosteiros e conventos do interior e da capital paulista. Além das peças da antiga Sé, o museu logrou reunir obras dos já demolidos Recolhimento de Santa Teresa, em São Paulo, e da Igreja de São Pedro dos Clérigos, no Rio de Janeiro, das ruínas das Missões Jesuíticas do Rio Grande do Sul, e de diversas capelas e igrejas barrocas de Minas Gerais, Bahia, Pernambuco e do Centro-Oeste brasileiro. Dom Duarte também doou ao Museu da Cúria sua importante coleção particular de numismática.

### O Museu de Arte Sacra

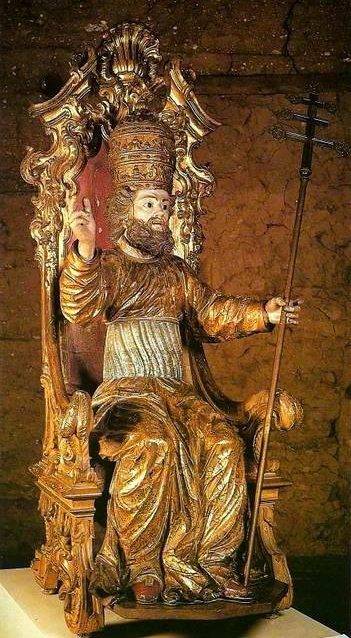
São Pedro Papa
Portugal, século XVIII

O Museu da Cúria continuou a recolher peças provenientes do interior paulista e acomodar os acervos das várias igrejas da capital demolidas ao longo da primeira metade do século XX. Até então, o acervo era mantido em uma sala na sede da Cúria, na rua Santa Teresa. Em 1969, quando Abreu Sodré era governador de São Paulo, seu Secretário da Fazenda, Luís Arrobas Martins, empenhado na criação e consolidação de uma rede de equipamentos culturais no estado, deu início às negociações junto ao cardeal Agnelo Rossi visando a criação do Museu de Arte Sacra de São Paulo, a ser constituído pela junção do acervo da Cúria e de obras do governo paulista. O convênio entre governo e a Arquidiocese foi aprovado e, após obras de restauração do Mosteiro da Luz, coordenadas pelo IPHAN, o museu foi ali instalado e aberto à visitação pública, em 29 de junho de 1970.
Ao acervo inicial, juntou-se um conjunto de imagens e pinturas transferidas pelo governo do estado do Museu do Ipiranga e outras peças sacras adquiridas no mercado de arte por Luís Arrobas Martins. Outras ainda seriam doadas por artistas, colecionadores particulares e empresários, nomes como os de Pietro Maria Bardi e Ciccillo Matarazzo. No final da década de 1970, o Mosteiro da Luz passou por outra grande reforma, agora empreendida pelo Condephaat, que visava recuperar sua antiga fisionomia dos Setecentos. Nessa época, assume a direção do museu o padre Antonio de Oliveira Godinho, que busca reformular o perfil museológico da instituição e estabelece critérios didáticos para a exposição das obras do acervo. Em 1979, o museu recebe a visita do pontífice João Paulo II.
Atualmente, o museu ocupa o pavimento térreo da ala esquerda do Mosteiro da Luz, além da chamada “Casa-Forte” (antigo cemitério das religiosas falecidas em clausura no mosteiro) que abriga algumas das mais preciosas peças da coleção. A instituição ainda conserva a seção denominada “Museu do Presépio”, um dos mais raros conjuntos desse gênero no mundo, exposta, durante parte da década de 1980, sob a Grande Marquise do Parque do Ibirapuera. Promove exposições temporárias e atividades educativas e culturais, presta auxílio e atendimento a pesquisadores e mantém publicações especializadas. Abriga ainda uma rica biblioteca, com publicações, documentos e obras raras datados de princípios do período colonial.

## O Mosteiro da Luz

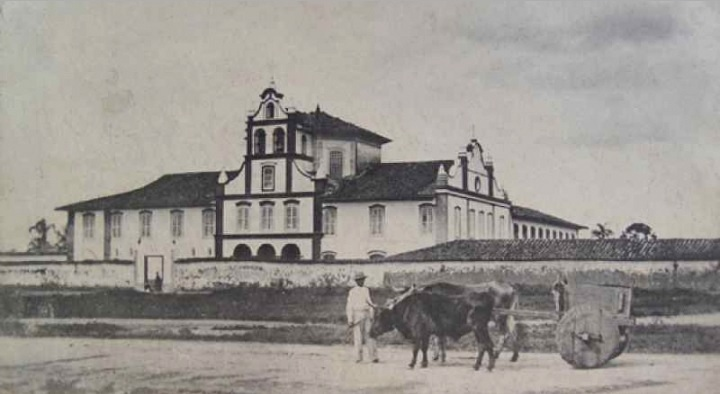
O Mosteiro da Luz em fotografia de 1867

Considerado um dos mais importantes e bem conservados exemplares da arquitetura colonial brasileira do século XVIII, o Mosteiro da Luz tem suas origens na capela em homenagem a Nossa Senhora da Luz, erguida pelo colonizador Domingos Luís, dito "O Carvoeiro", na então distante região chamada de "Piranga" (o atual bairro paulistano do Ipiranga). Em 1603, Domingos Luís mudou-se para o Campo do Guaré, reconstruindo nessa localidade o pequeno templo. A capela tornou-se ponto de referência e acabou por dar seu nome ao bairro: Luz.

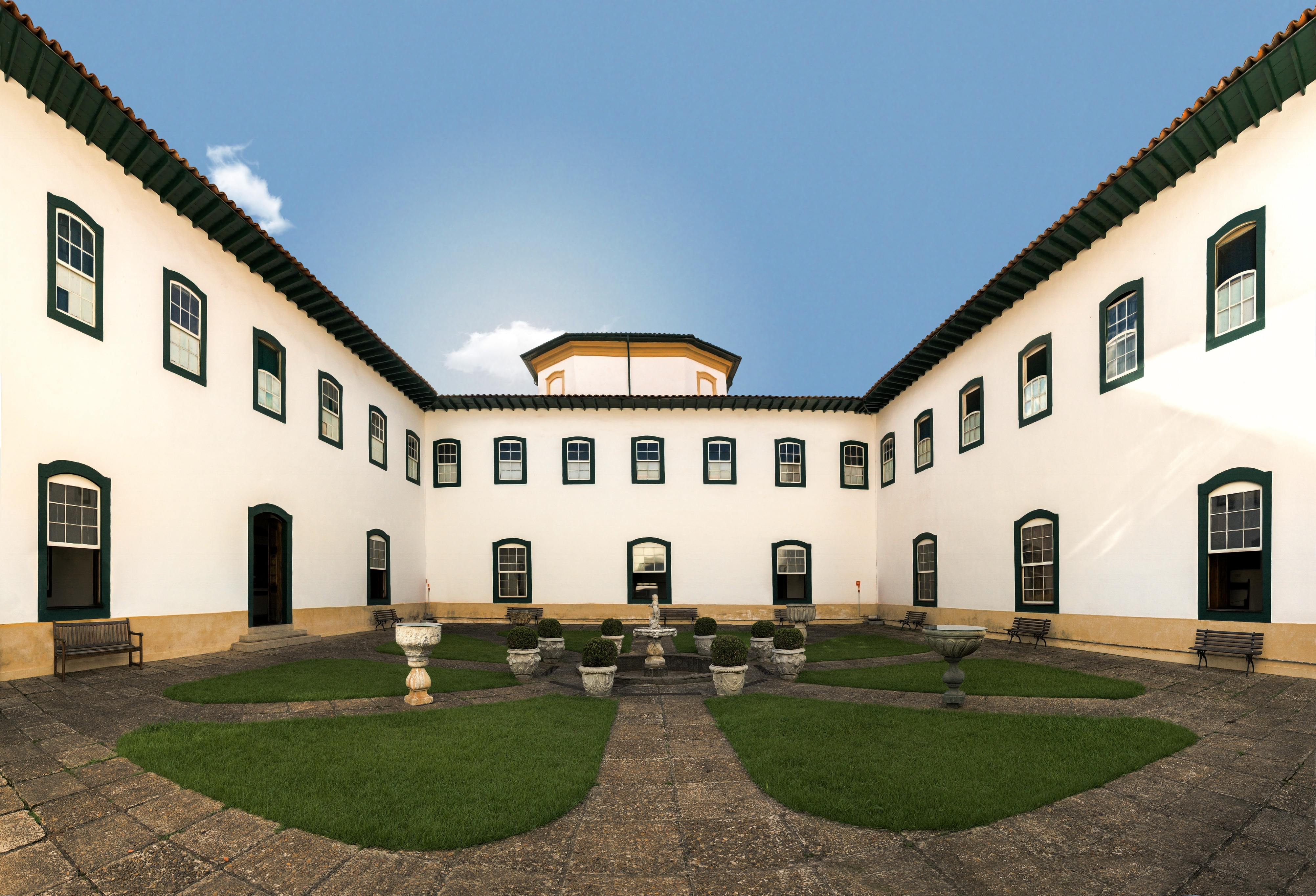
Pátio do mosteiro.

A ideia de construção do Mosteiro da Luz foi baseada nas visões da Irmã Helena Maria do Espírito Santo do Antigo Convento de Santa Tereza, aproximadamente em 1772. Ela afirmava ter visões de Jesus Cristo pedindo a construção de um local para recolhimento.  Antonio de Santana Galvão que era o confessor da Irmã confirmou a autenticidade das visões após discutir com sacerdotes e teólogos da cidade.
Para escolher o local da construção, foram tomadas providências com o Governador do bispado, o Cônego Antônio de Toledo Lara e o Governador da Capitânia, o Capitão-General D. Luiz Antônio de Souza Botelho e Mourão conhecido como o "Morgado de Mateus". Morgado de Mateus doou um terreno para a construção do espaço de recolhimento por meio de uma Carta de Sesmaria.
Na época, uma lei do Marquês de Pombal, então Secretário de Estado do Reino, proibia a abertura de conventos ou mosteiros. Tendo em vista as restrições, Frei Galvão levou as freiras para morarem nas casas próximas à capela, não oficializando a região uma área religiosa. Apenas um local onde moravam senhoras que queriam viver sob preceitos cristãos.
As freiras passaram a morar na região em 2 de fevereiro de 1774 sob o nome de Recolhimento de Nossa Senhora da Conceição. Logo após, Frei Galvão providenciou a construção de uma nova capela porque aquela se encontrava em mal estado e as casas estavam prestes a ruir. Fez um projeto para uma nova edificação e convidou as Irmãs a participarem da construção juntamente com os escravos e tapeiros emprestados de suas famílias.
O próprio frei Galvão projetou o edifício e trabalhou como pedreiro e supervisor durante a sua construção, concluindo-o parcialmente em 1788. Nos anos seguintes, continuaria a realizar novas ampliações, incorporando a antiga Capela da Luz ao novo prédio. Após sua morte em 1822, frei Galvão foi sepultado no recolhimento, marcando o local como destino de vários peregrinos. Frei Lucas José da Purificação foi incumbido de continuar as obras do edifício, que prosseguiram até as primeiras décadas do século XIX.
Em 1929, o recolhimento foi incorporado canonicamente à Ordem da Imaculada Conceição, sendo assim elevado à categoria de mosteiro. Foi tombado em 1943 e, desde 1970, abriga o Museu de Arte Sacra de São Paulo na ala esquerda da edificação. As internas, ditas irmãs concepcionistas, vivem até hoje em regime de clausura, na parte reservada do mosteiro, sem acesso ao público. Completam o conjunto arquitetônico a igreja da Luz, a antiga capela e o cemitério das religiosas, envoltos pelo último remanescente das chácaras conventuais urbanas do país.

## O acervo

### Caracterização

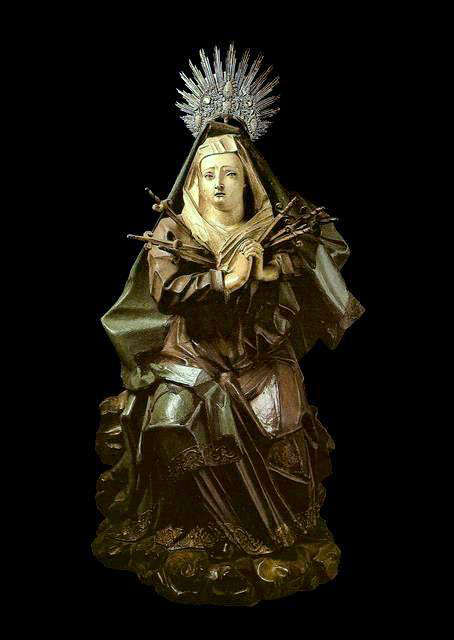
Aleijadinho (1730-1814)
Nossa Senhora das Dores, século XVIII

O Museu de Arte Sacra de São Paulo conserva uma das mais importantes coleções de arte sacra do Brasil, alinhando-se entre os principais museus dessa tipologia no continente americano. Possui um vasto conjunto de imagens sacras, capazes de apresentar a evolução dessa tradição escultórica no Brasil ao longo de toda sua história e por meio de seus principais autores. Possui também coleções de altares, oratórios, prataria e ourivesaria religiosas, joias, mobiliário, pinturas, entre outros, num total de aproximadamente 4.000 peças, majoritariamente produzidas entre os séculos XVI e XX. No acervo, porém, apenas 800 peças estão expostas, sendo explicadas durante a visita ao museu por meio de monitores.
O museu também abriga outras duas coleções especiais. O Museu dos Presépios, com 120 exemplares de várias épocas e procedências, destacando-se o Presépio Napolitano, formado por 1.620 peças do século XVIII. É um dos três mais importantes conjuntos desse tipo no mundo. Também há a Coleção de Numismática, com 9.000 peças do período colonial, entre moedas e medalhas. Por fim, o museu abriga uma importante biblioteca, com alguns milhares de volumes, onde se encontram desde partituras do período colonial a raros livros litúrgicos do século XVI.

#### Imaginária

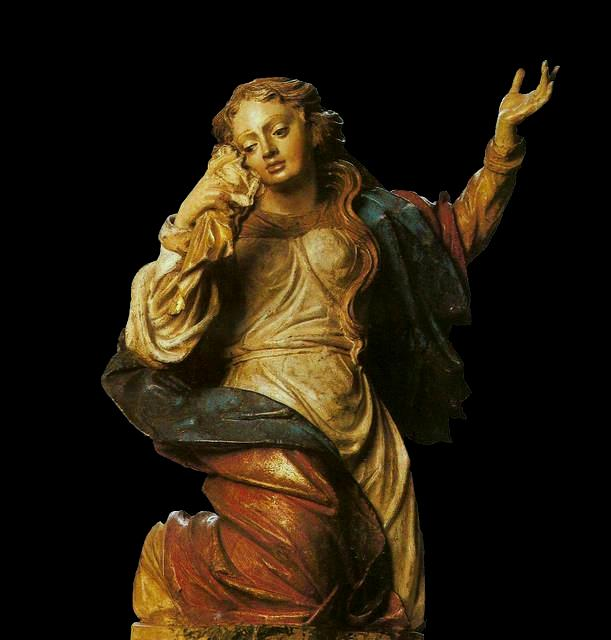
Santa Madalena
(Iconografia da Paixão), Itu, século XVIII

Dentre as formas de arte desenvolvidas no Brasil durante o período colonial, a estatuária sacra ocupa um lugar de destaque, sendo amplamente produzida em quase todos os territórios habitados do país entre os séculos XVI e XVIII. O Museu de Arte Sacra possui exemplares da imaginária de todo esse período, com especial ênfase na estatuária paulista, e com obras representativas de outros centros de produção, especialmente Minas Gerais, Bahia, Pernambuco e Rio de Janeiro. A estatuária estrangeira está representada em peças avulsas, destacando-se um conjunto de obras de Portugal e um belo par de serafins napolitanos de inspiração rococó.

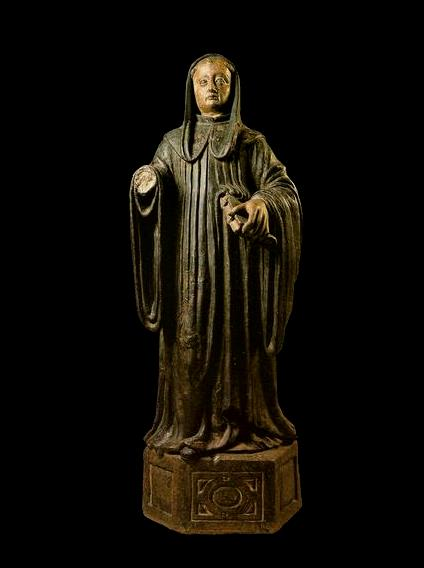
Frei Agostinho da Piedade (c. 1580-1661)
Santo Amaro, século XVII

Na sala dedicada aos monges beneditinos, o museu conserva diversas obras representativas dos pioneiros da estatuária brasileira. Destacam-se o Santo Amaro, de frei Agostinho da Piedade, e a bela imagem de Nossa Senhora da Purificação, obra-prima de frei Agostinho de Jesus, em que a virgem é representada em feições de adolescente. Também de Agostinho de Jesus é a imagem de Nossa Senhora dos Prazeres. De Aleijadinho, célebre pelas obras em pedra-sabão, o museu conserva dois belos exemplares talhados em madeira: Nossa Senhora das Dores e Sant'Ana Mestra, ambas do século XVIII. Há ainda um par de anjos em voo do Mestre Valentim, e São Bento, de Manoel da Silva Amorim, entre outros.
Como reflexo da própria divisão do trabalho à época, a maior parte das esculturas é, no entanto, de autoria desconhecida. Mas também dos mestres anônimos há obras exponenciais, cabendo citar a bela Virgem do Carvoeiro - um dos primeiros exemplares de imaginária produzida em território brasileiro -, a seiscentista Nossa Senhora do Bom Parto, o Crucifixo proveniente do Recolhimento de Santa Teresa, e a raríssima representação de São Pedro investido dos atributos papais, peça em tamanho natural produzida em Portugal no século XVIII. Há também o conjunto da Iconografia da Paixão, que, por sua expressividade berniniana e rico modelado, chegou a ser atribuído a Francisco Xavier de Brito, importante escultor mineiro. Sabe-se hoje que o conjunto foi executado em Itu, no século XVIII.

#### Arte religiosa popular

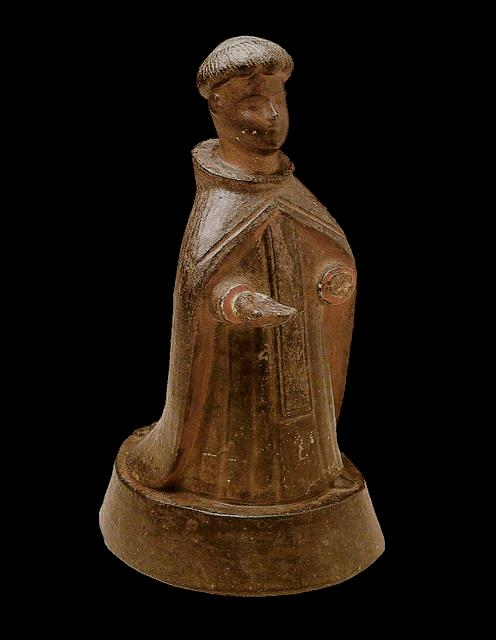
Santo Dominicano
("paulistinha"), Santa Isabel, século XIX

O Museu de Arte Sacra possui um conjunto de peças características da produção religiosa popular brasileira, datadas majoritariamente dos séculos XVIII e XIX. Diversos centros de produção encontram-se representados (Minas Gerais, Bahia, Portugal), embora a maior parte das obras provenha de “santeiros” paulistas – artesãos anônimos que trabalhavam reproduzindo de forma indefinida os modelos da torêutica erudita, introduzida em São Paulo por Frei Agostinho de Jesus. Destinadas à devoção privada (veneração em nichos e oratórios domésticos), usando barro ou madeira como suporte, essas imagens dão testemunho da diversidade e miscigenação que marcam a evolução das técnica artesanais no Brasil.
Destaca-se o grande número de “paulistinhas” (pequenas imagens sacras em barro, típicas da produção popular de São Paulo durante o século XIX), em que sobressai a influência da imaginária lusitana. Outro conjunto de relevo é o de imagens esculpidas em nó de pinho - outra tradição paulista, tributária, por sua vez, da influência africana, fruto do sincretismo religioso observado após a chegada em grande número de escravos trazidos para trabalhar nas plantações de açúcar. O museu conserva ainda centenas de exemplares de imagens do Divino, oratórios de parede e peanhas. Possui diversas obras de Benedito Amaro de Oliveira, o Dito Pituba, famoso artesão oitocentista ativo em Santa Isabel.

#### Prataria e ourivesaria

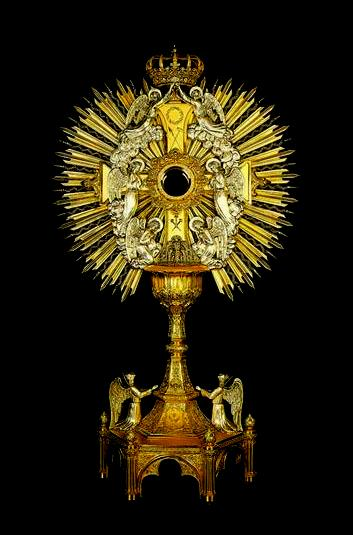
Custódia do IV Congresso Eucarístico Nacional, 1942

O museu conserva uma valiosa coleção de prataria e ourivesaria sacras, composta por centenas de peças que vão do século XVI ao XX. São cálices, púcaros, ostensórios, cruzes processionais, lâmpadas, turíbulos, âmbulas, navetas, tocheiros, sacras e báculos, entre outros itens, lavrados ao todo com quase trinta arrobas de prata e ouro. A maioria é proveniente das antigas igrejas paulistas e de centros manufatureiros do Brasil (Bahia, Rio de Janeiro, São Paulo, Rio Grande do Sul) e de Portugal (Lisboa, Porto). Destaca-se, particularmente, a coleção de 50 resplendores, uma das mais amplas do mundo.

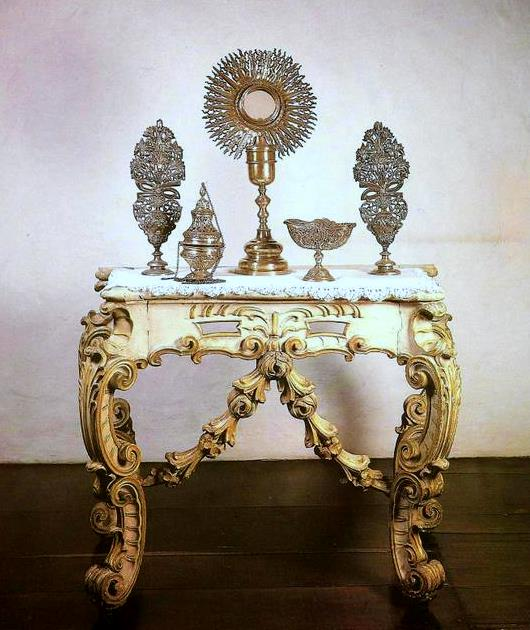
Credência de altar com objetos litúrgicos, século XVIII.

Encontram-se vários conjuntos de destacada relevância histórica e artística, cabendo mencionar o belo par de tocheiros, integrantes da "Banqueta Régia" doada por Dom João V à Sé de São Paulo no século XVIII; um lampadário gravado com as armas do Império, oferecida por Dom Pedro I à antiga matriz paulistana em comemoração à Independência do Brasil, e uma pequena custódia do século XVIII, que pertenceu à Imperial Capela da Quinta da Boa Vista, obra de rara beleza e requinte nos detalhes. Outra peça de destaque é a Custódia do IV Congresso Eucarístico Nacional, executada em 1942, a partir do projeto do professor Cleto Luzzi, lavrada em ouro, prata e platina e ornamentada com 1482 brilhantes e 1710 diamantes.

#### Mobiliário
Outro núcleo de destaque do acervo do museu é o setor de mobiliário, composto por peças provenientes de sacristias e residências episcopais, de presbitérios e coros. Encontram-se vastos conjuntos de arcas e arcazes, bancos, canastras, mesas, cofres, relógios-carrilhão, estantes de coro, mochos, cadeiras de Estado, credências e genuflexórios, reunidos segundo critério cronológico ou estilístico, atestando o florescimento da marcenaria eclesiástica nos períodos colonial e imperial.

#### Pintura

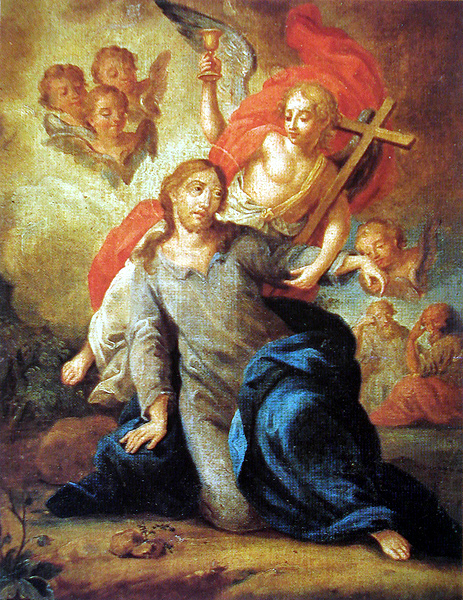
Capinam (1791-1874)
Cristo no Horto das Oliveiras, século XIX

O setor de pintura do Museu de Arte Sacra conserva um vasto núcleo de obras, provenientes do Brasil e de outros países, abarcando uma grande diversidade de temas e tendências pictóricas. São peças de pintores anônimos e obras produzidas por artistas renomados, executadas entre os séculos XVI e XX.
Destaca-se o expressivo conjunto de pinturas do período colonial, com belos exemplares da pintura barroca mineira, que documentam a evolução artística da província durante o ciclo do ouro. Merecem menção os painéis Batismo de Jesus e São Francisco de Paula, tributários da tradição estabelecida por Manuel da Costa Ataíde. Há um núcleo de pinturas coloniais paulistas, destacando-se os os imponentes retratos ovais dos Quatro Evangelistas, atribuídos a Frei Jesuíno do Monte Carmelo, destacado mestre ituano. É de grande importância também a série dos Mistérios Gozosos, Dolorosos e Gloriosos, do baiano Bento José Rufino Capinam, documentando já no século XIX o prolongamento dos padrões estéticos coloniais.

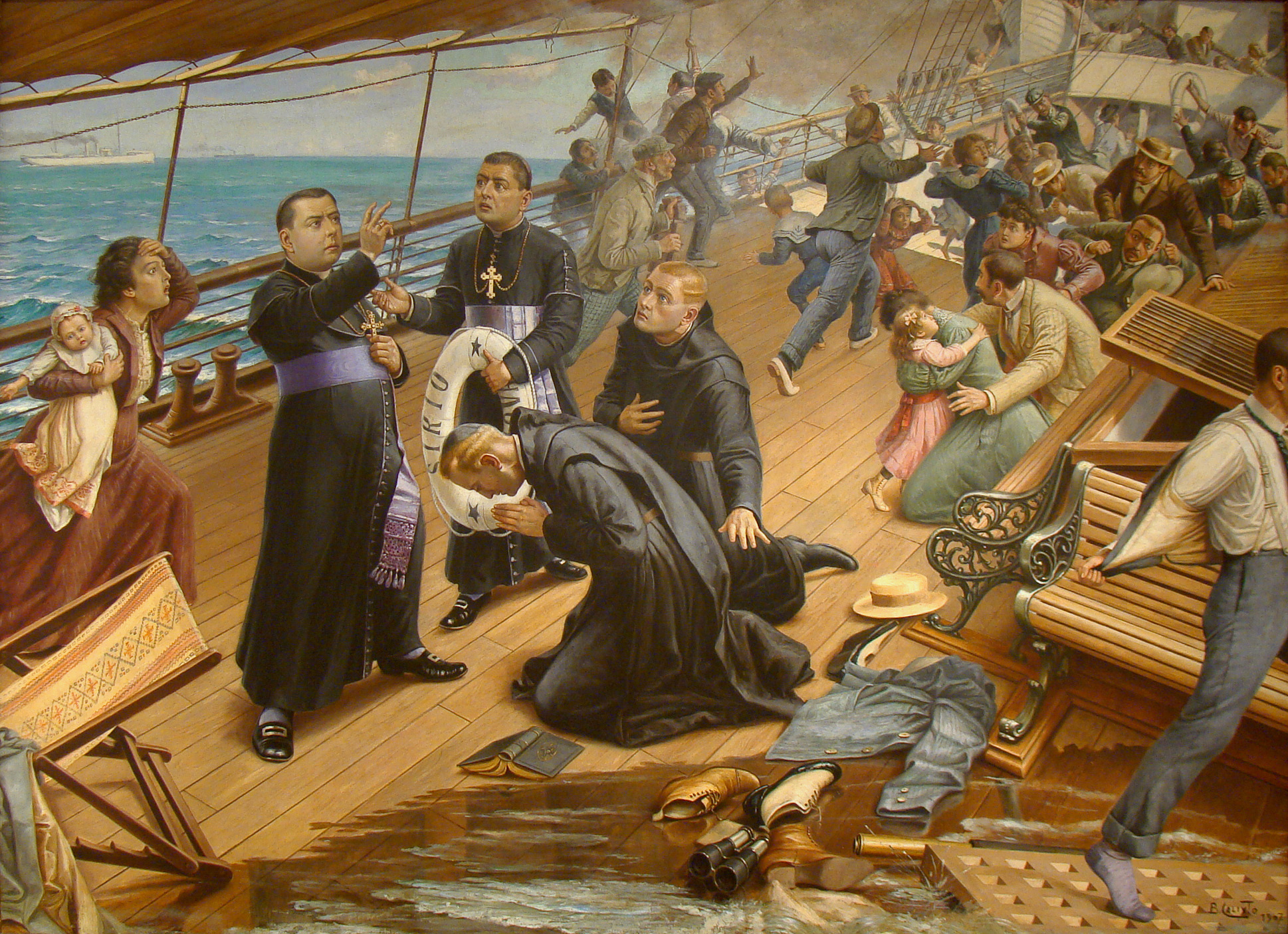
Benedito Calixto (1853-1927)
Naufrágio do Sírio, 1907

No segmento referente à arte acadêmica brasileira, sobressai o vasto conjunto de telas de Benedito Calixto, com destaque para a emblemática representação do Naufrágio do Sírio, e diversas paisagens urbanas da capital e do litoral paulista, encomendadas por Afonso Taunay. Merecem também menção o Retrato de Dom Manoel Joaquim Gonçalves de Andrade por Simplício Rodrigues de Sá e outras obras de Jorge Pinto Vedras, Henri Benard e Almeida Júnior. No núcleo de pinturas modernas e contemporâneas, destacam-se a grande tela Ressurreição de Lázaro, de Anita Malfatti, e Santo Onofre, de Aldo Bonadei, e outras obras de Paulo Cláudio Rossi Osir, Galileo Emendabili e Samson Flexor, além da série Via Sacra do pintor naïf José Antônio da Silva.
A pintura estrangeira encontra-se representada em peças avulsas, cabendo menção a um grupo de obras da América Andina (Escola de Cuzco e da Ouvidoria de Quito). Há também um pequeno conjunto de pinturas italianas, onde se destacam a Sacra Conversação da escola de Francesco Solimena e uma madona atribuída a Paolo Veronese. Completam a coleção de pinturas do museu a Galeria dos Bispos Diocesanos (com retratos de titulares da Sé paulista produzidos entre a segunda metade do século XVIII e meados do século XX) e uma série de retratos das famílias reais portuguesa e brasileira.